# Sulfonat
Sulfonater, RSO3, är salter eller estrar av sulfonsyror.

## Sulfonatsalter
Sulfonsyrans salter kallas sulfonater, RSO3–. Då sulfonsyran är en stark syra är dess salter svaga baser. Sulfonatsalter kan framställas genom Strecker sulfitalkylering, varvid en alkylhalid får reagera med ett sulfitsalt. 
{\displaystyle {\rm {{\mathit {RX}}+{\mathit {M}}_{2}SO_{3}\rightarrow {\mathit {R}}SO_{3}{\mathit {M}}+{\mathit {MX}}}}}

## Sulfonatestrar
Sulfonsyrans estrar kallas sulfonater och har den allmänna formeln RSO2OR'. Vid deras namngivning tillämpas samma principer som vid motsvarande karboxylsyras estrar.
Estrarna är mycket bra lämnande grupper vid organisk syntes och kan användas för att göra om alkoholer till alkyleringsmedel.